# Kazumi Urano
Kazumi Urano (浦野一美, Urano Kazumi), née le 23 octobre 1985 dans la préfecture de Saitama, au Japon, est une chanteuse, idole japonaise du groupe de J-pop SDN48. En mars 2012, elle rejoint en parallèle le groupe affilié Watarirōka Hashiritai 7, en remplacement de Natsumi Hirajima, démissionnaire.